# William Howard (ur. 1993)
William Henri Audie Howard (ur. 25 października 1993 w Montbrison) – francuski koszykarz występujący na pozycji niskiego skrzydłowego, reprezentant kraju, obecnie zawodnik ASVEL. 
W 2010 wziął udział w turnieju Nike Global Challenge, po którego zakończeniu został wybrany do I składu najlepszych zawodników imprezy.
W 2017 reprezentował Memphis Grizzlies, podczas rozgrywek letniej ligi NBA. W 2019 rozegrał trzy spotkania przedsezonowe w barwach Utah Jazz.
17 lipca 2019 został zawodnikiem Utah Jazz, po czym został natychmiast zwolniony i przypisany do składu zespołu G-League – Salt Lake City Stars. 27 grudnia zawarł umowę z Houston Rockets na występy zarówno w NBA, jak i zespole G-League – Rio Grande Valley Vipers.
16 lipca 2020 dołączył do francuskiego ASVEL.

## Osiągnięcia
Stan na 27 lipca 2020, na podstawie, o ile nie zaznaczono inaczej.

### Drużynowe
- Zdobywca Pucharu Liderów Francji (2013)
- Mistrz II ligi francuskiej Pro B (2016)
- 3. miejsce we francuskiej II lidze Pro B (2015)
- 4. miejsce podczas mistrzostw Francji (2018)

### Reprezentacja
Seniorów
- Uczestnik europejskich kwalifikacji do mistrzostw świata (2017 – 3. miejsce)

Młodzieżowe
- Uczestnik:
  - uniwersjady (2015 – 5. miejsce)
  - mistrzostw Europy:
    - U–20 (2013 – 9. miejsce)
    - U–18 (2011 – 7. miejsce)
    - U–16 (2009 – 7. miejsce)